# Domaine Lyzohoub
Le domaine Lyzohoub (en ukrainien : Садиба Лизогубів (Седнів)) est un ancien domaine seigneurial situé à Sedniv, en Ukraine.

## Histoire du domaine
Il est une demeure des frères Lyzohoub, Andriï depuis 1830 puis son frère Dmitry et à Fedir Lyzohoub. C'est une annexe du Musée des antiquités ukrainiennes Vassily-Tarnovsky depuis 2014. Il est en bordure de la rivière Snov et appartient à la famille depuis Yakiv Lyzohoub, officier cosaque du XVIIe siècle.
Vivant comme des mécènes, de nombreuses personnalités vinrent dans le domaine familial comme Taras Chevtchenko en 1847 et 1847, Lev Zhemchouziknov, Leonid Hlibov, Borys Hrintchenko.

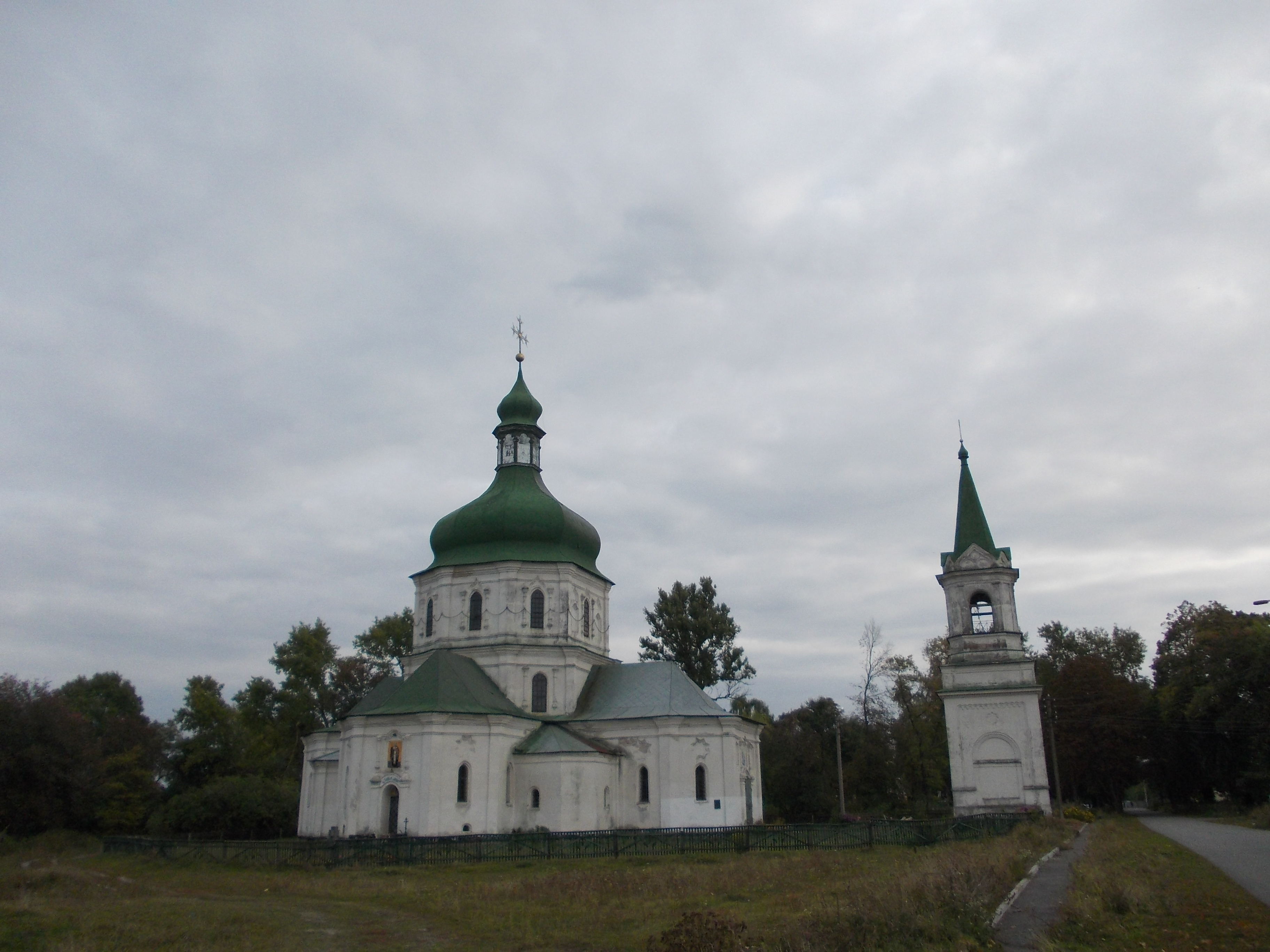
Son église avec son clocher.
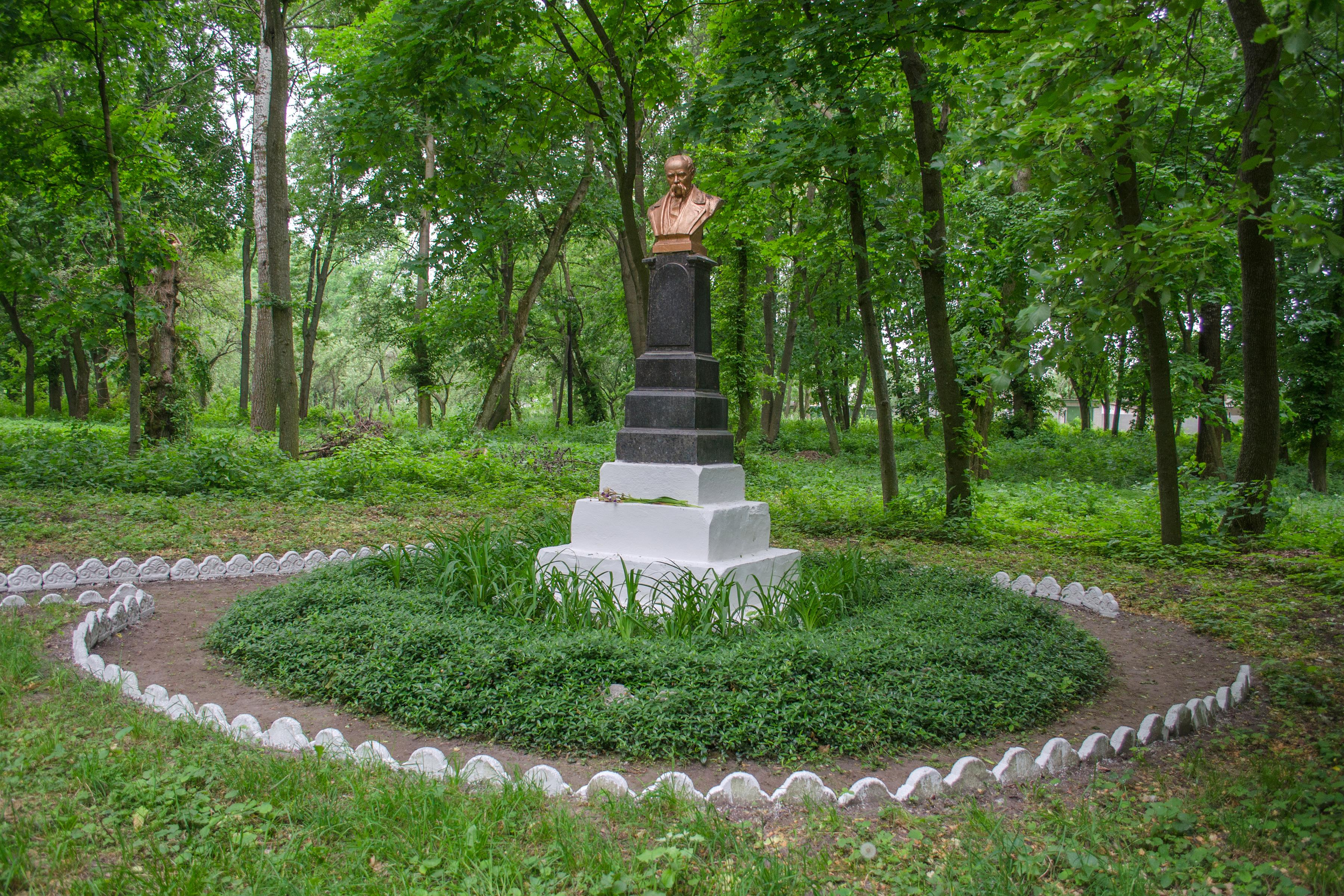
Son buste de Taras Chevtchenko, classé[2].
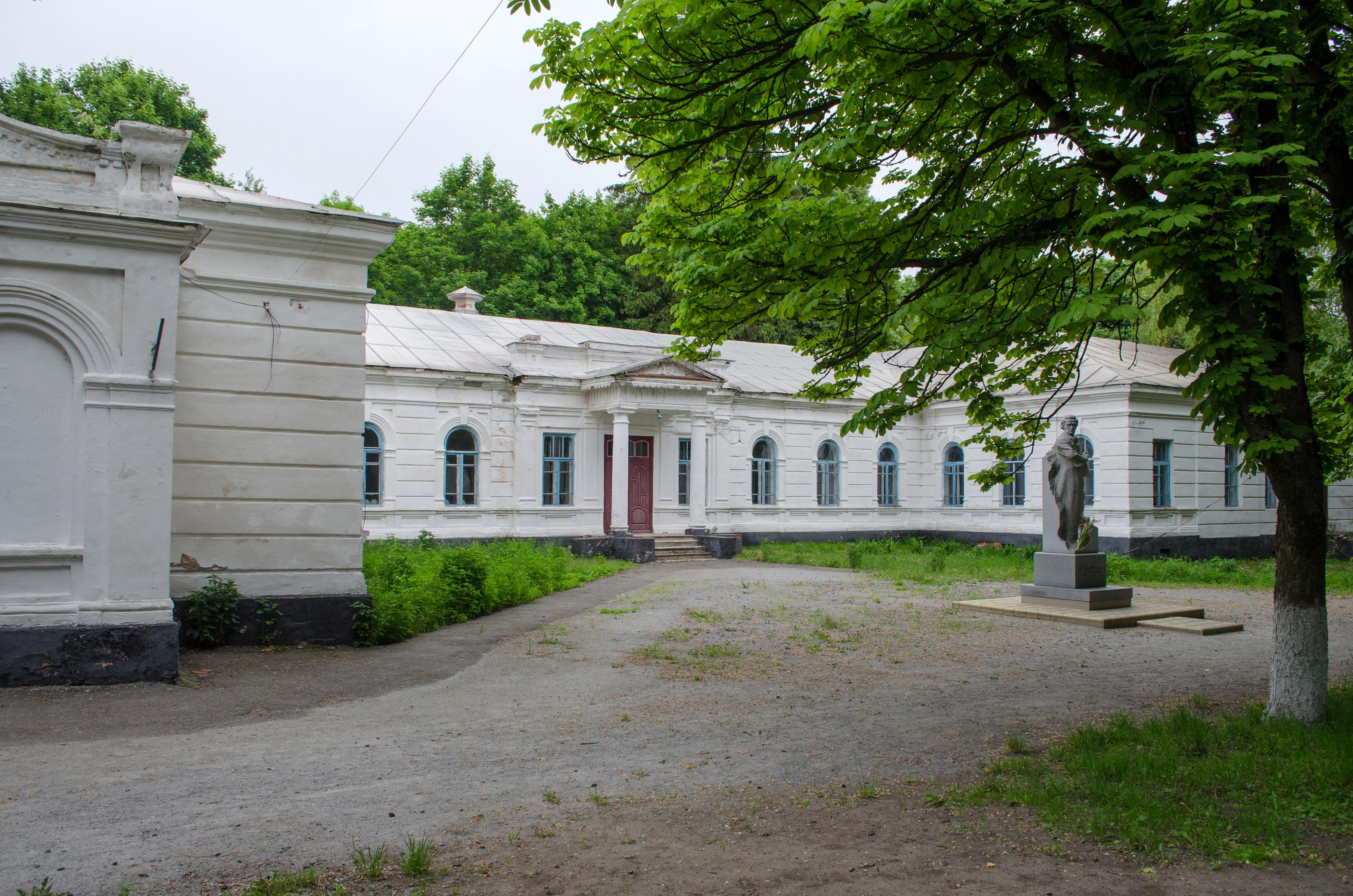
Façade , classée[3].
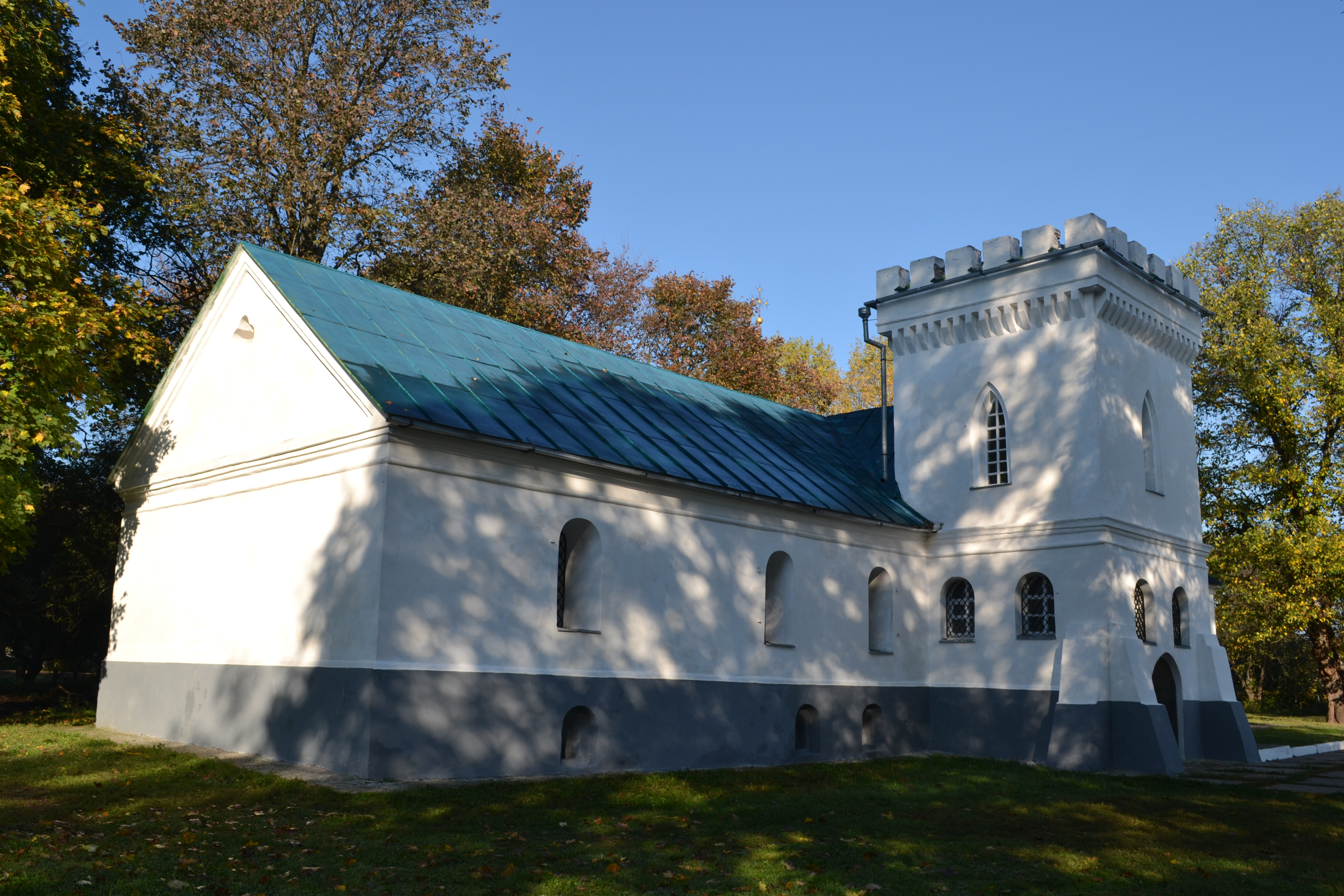
Bâtiment, classé[4].
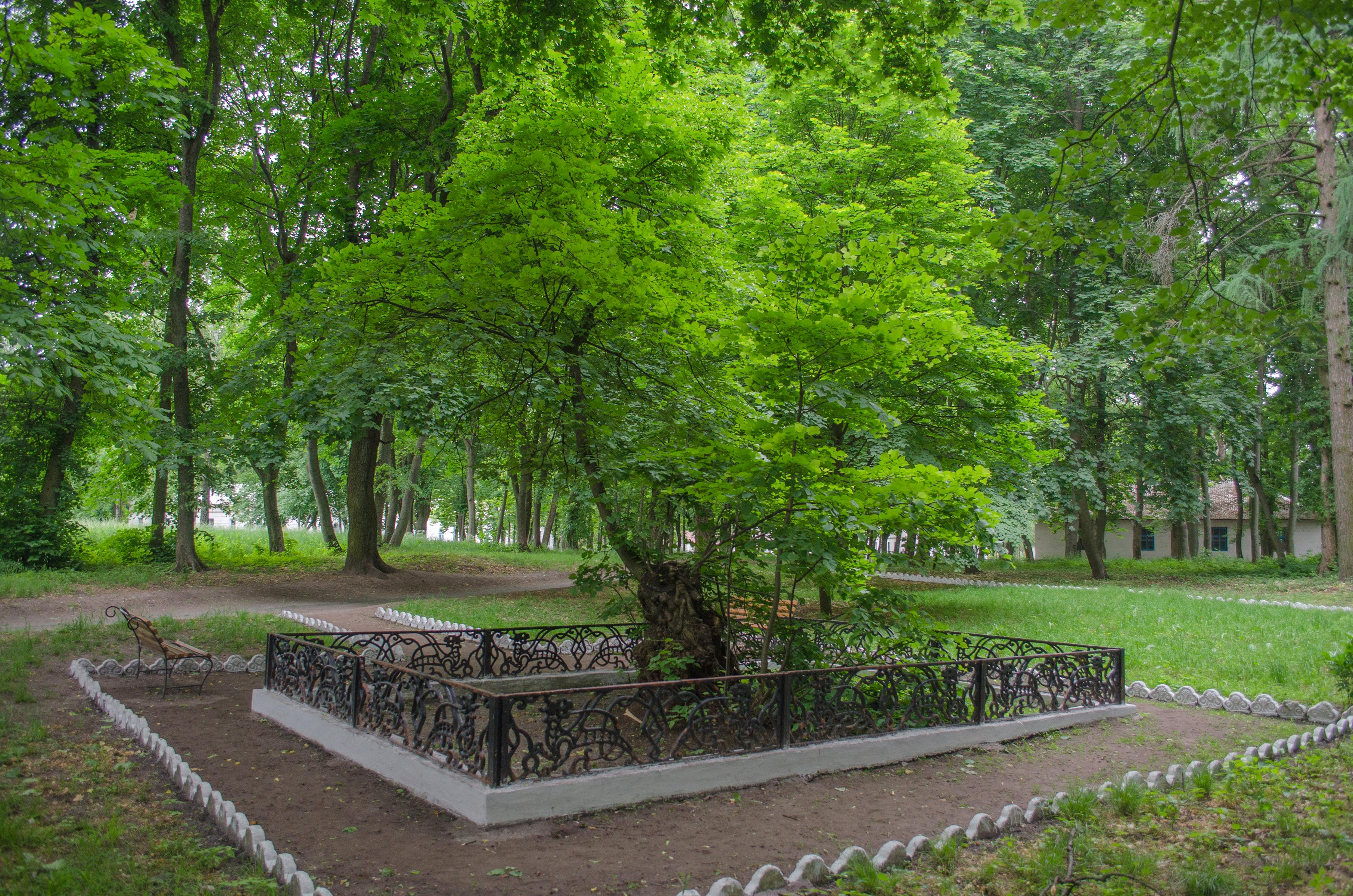
Tilleul Chevtchenko, classé[5].
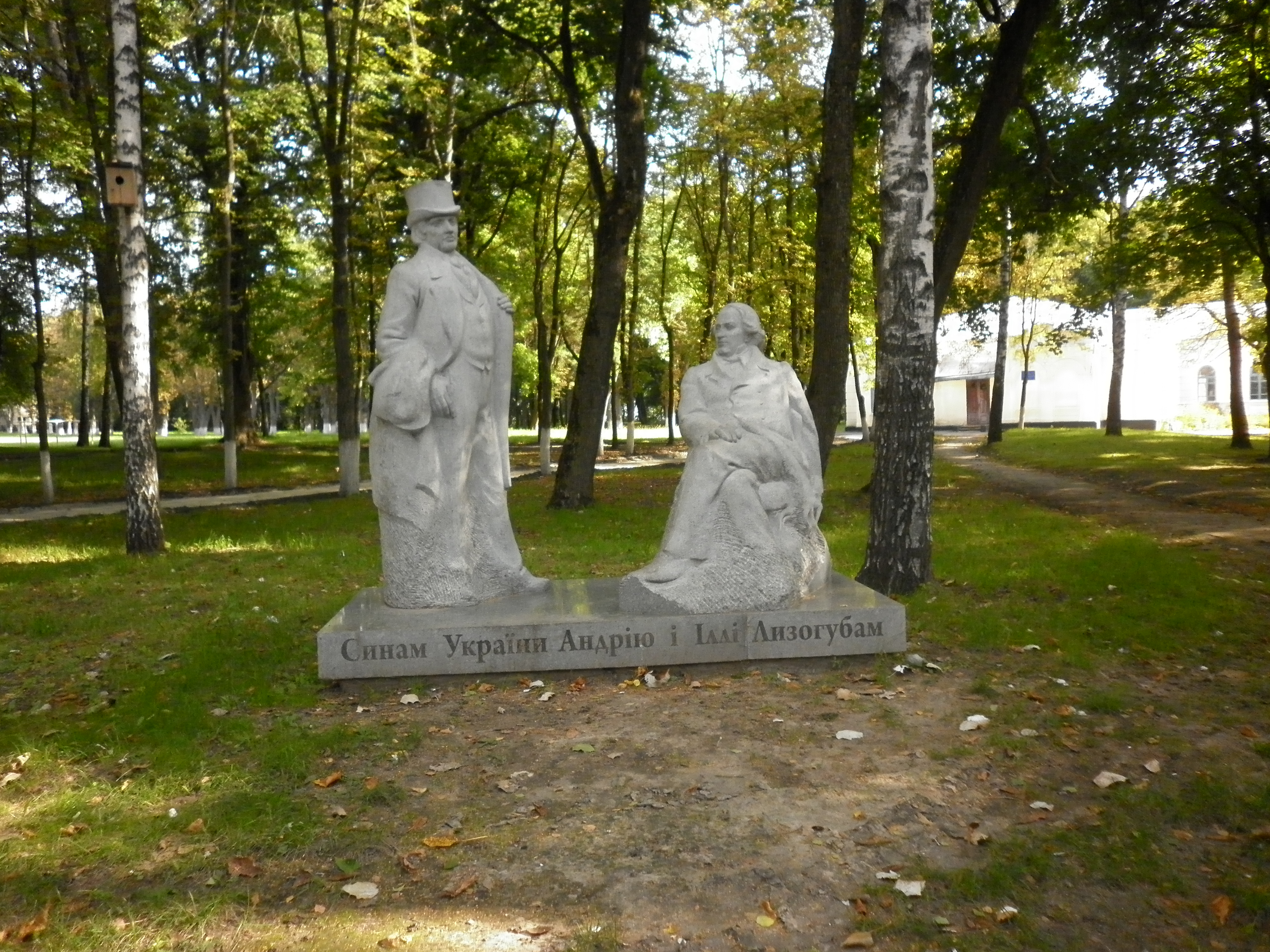
Statue des frères Lyzohoub, classées[6].
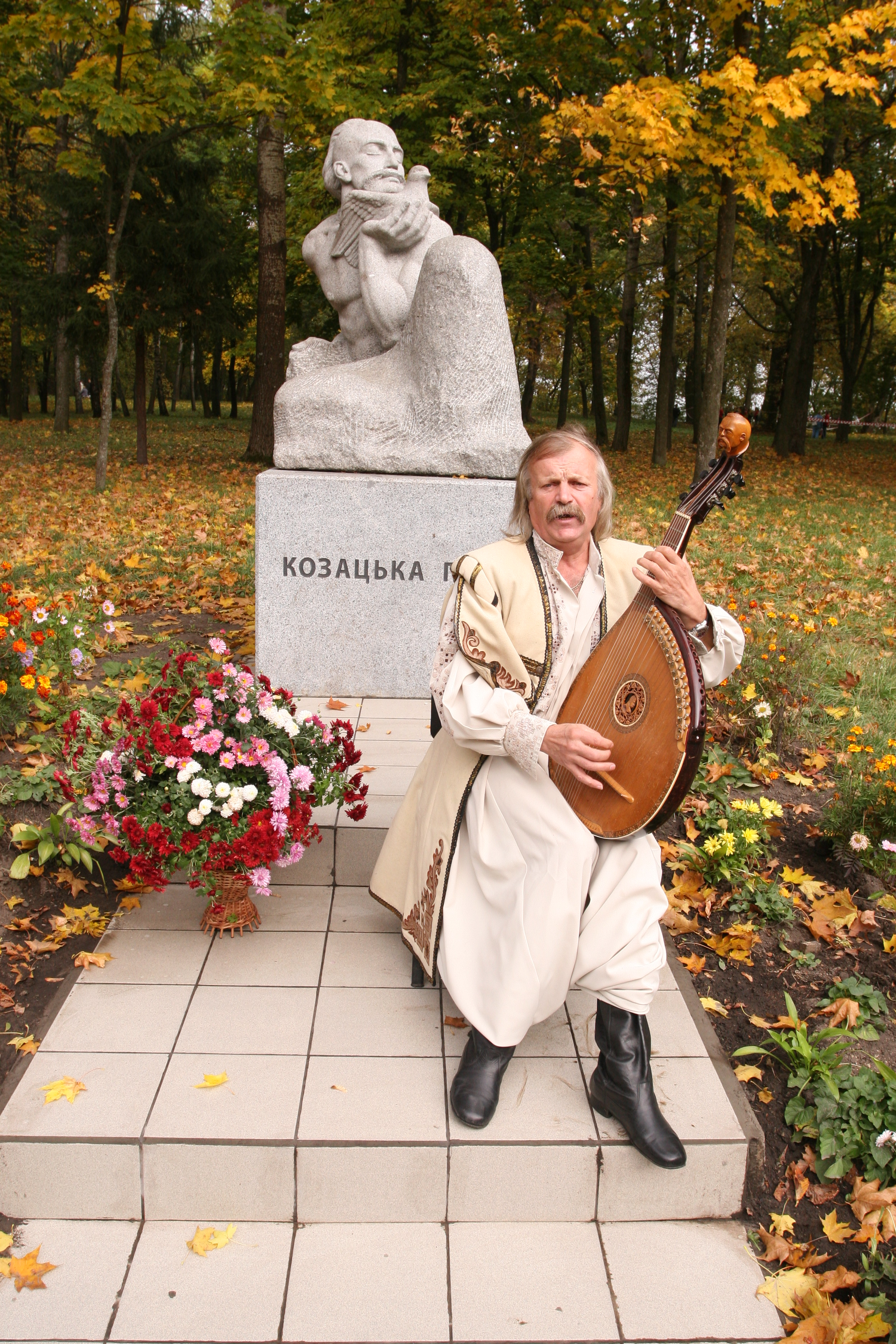
Monument Chanson cosaque avec Vassyl Netchepa, classé[7]..